# Guy II de Blois-Châtillon
Guy II de Blois-Châtillon (mort le 22 décembre 1397), fils cadet de Louis Ier de Blois-Châtillon et de Jeanne de Beaumont, est le dernier comte héréditaire de Blois, de Dunois et de Soissons, et seigneur de Beaumont (Hainaut).

## Biographie

### Un grand du royaume de France
Guy II de Blois-Châtillon succéda à son frère Jean II, sans enfant légitime. À sa mort en 1381, il hérite de la totalité de ses biens :
- le comté de Soissons,
- les terres de Dargies, de Clary, de Catheu, celles de Maffles, de Tongres ; celles de Beaumont dans le Hainaut;
- plusieurs maisons à Mons, Valenciennes et Maubeuge,
- les seigneuries de Chimay, Couvin, Fumaing et Reving,
- les terres de Nouvion et la haie de Quiebreleches,
- les comtés de Blois et de Dunois,
- les châteaux des Montils, de Châteaudun,
- les châtellenies de Freteval, Remorantin, Millançay et Château-Renault ;
- les terres d’Avesnes, de Landrecies, de Sassogne ; celles de Scoonhove, de la Goude
- et plusieurs autres domaines situés en Hollande, Zélande et Frise.

Il se trouve en un mot possesseur de tous les biens de sa famille.

### Prisonnier des Anglais
En 1360, il fait partie des otages envoyés en Angleterre en vertu du traité de Brétigny. La vente du comté de Soissons à Enguerrand VII de Coucy lui permet de payer sa rançon. Il est libéré le 15 août 1367. 

### Un chef de guerre
En 1370, il est armé chevalier lors d'une campagne avec les chevaliers teutoniques en Lituanie. Il participe aux guerres du roi Charles VI de France contre les Flamands et les Anglais, et dirige l'arrière-garde de l'armée royale lors de la bataille de Roosebeke. 

### La fin d'une lignée
En 1374, il épouse sa cousine Marie de Namur, fille de Guillaume Ier de Namur, marquis de Namur. Le couple a fils unique, Louis qui meurt sans enfant en 1391. Guy II de Blois-Châtillon céda alors ses possessions à Louis Ier d'Orléans aux dépens de ses héritiers (alors que par les femmes, la descendance des Châtillon-Blois est considérable). Guy II reste en 1391-1397 le seigneur usufruitier, donc jusqu'à sa mort.
Jean Froissart est son aumônier en 1384. Il obtient pour lui le bénéfice de Lestines-au-Mont et canonicat au chapitre Sainte-Monégonde de la collégiale de Chimay. Son patronage permet à Froissart d'écrire le Livre II de ses Chroniques.

## Sources
- lien externe : les comtes de Blois-Châtillon